# 水島康貴
水島 康貴（みずしま やすたか、1965年2月1日 - ）は、日本の作曲家、編曲家、音楽プロデューサー。玉川大学卒業。

## 人物
1986年、EastWest86本戦にてベストキーボード賞を受賞。バンド活動を経て1990年にアレンジャーとしてデビュー。アレンジは佐藤準に師事。数々のミリオン楽曲に関わっているSPEEDに関しては、デビューから解散まで全楽曲のアレンジを担当し、シングル曲総売上1000万枚、全アルバムミリオンを記録。また、『機動戦士ガンダムSEED』、『トランスフォーマー』、『テニスの王子様』などアニメやキャラクターソング、映画など様々な楽曲の作曲・アレンジ・プロデュースを担当。
年末の格闘技のイベントPRIDE、DYNAMITEを始め、格闘家魔裟斗、格闘家吉田秀彦引退試合のオープニング曲、美空ひばり追悼コンサートアレンジ、早乙女太一舞台音楽など大きなイベントでの迫力、スケール感のある音楽を担当。平成で最もCDを売ったアレンジャー10位（オリコン調べ）。
近年も、HKT48やSTU48、WEST.や鈴木愛理などJ-POPからアニソンまで、活動ペースが拡大し続ける邦楽市場きっての音楽プロデューサー。
尚美ミュージックカレッジ専門学校講師、夢かな音楽館支配人、SoundsRemake Lab.主宰なども務める。

## 提供作品
東野純直
- 「Black stars」（編曲）

新垣仁絵
- 「INORI」（編曲）
- 「Wanna get Your Heart」（編曲）
- 「あなたを忘れさせて」（編曲）

alan
- 「My Stage」（編曲）

Aice5
- 「Believe My Love」（作曲・編曲）

いっせいともか
- 「いつも」（作曲・編曲）

稲垣潤一
- 「語らない」（編曲）
- 「哀しみのAngel」（編曲）

今井絵理子
- 「冷たくしないで」（編曲）
- 「Red Beat of My Life」（編曲）
- 「We will be together」（編曲）
- 「Break Down」（編曲）
- 「Luv is Magic」（編曲）
- 「夕立ち」（編曲）
- 「FIND MYSELF」（編曲）
- 「in the Name of Love」（編曲）
- 「Nobody Knows Tonight」（編曲）
- 「レトロマンティック」（編曲）
- 「Set Me Free!」（編曲）
- 「唇」（編曲）
- 「Through The Many Nights」（編曲）
- 「Butterfly」（編曲）
- 「DAWN」（編曲）
- 「蒼空」（編曲）
- 「Time Out」（編曲）
- 「Darlin'」（編曲）
- 「EVERYDAY,BE WITH YOU」（編曲）
- 「向日葵」（編曲）

宇井かおり
- 「駅 〜ラストシーン〜」（編曲）

上戸彩
- 「微熱」（編曲・キーボード）

上原奈美
- 「IAM」（編曲）
- 「BALANCE」（編曲）
- 「Slow Revolution」（編曲）
- 「Real Me」（編曲）
- 「maybe...」（編曲）
- 「HANAUTA」（編曲）

AKB48関連
- HKT48
  - 「Go Bananas!」（編曲）

- STU48
  - 「瀬戸内の声」（編曲）

Idol School（中国のアイドルグループ）
- 「神啊！请你帮助我」（作曲・編曲）
- 「你的真理」（編曲）
- 「Believe」（作曲・編曲）
- 「启示录」（編曲）

白井琴望
- 「誰にも言わないで」（編曲）

HIM
- 「BECAUSE OF LOVE」（編曲）
- 「NO MORE KISS, NO MORE CRY」（編曲）
- 「AQUARIUS」（編曲）
- 「HEARTBEAT SNOW 〜THEME OF SNOW BEAT」（編曲）
- 「SHOOTING STAR」（編曲）
- 「LOVE GOES」（編曲）
- 「ETERNAL」（編曲）
- 「HEAVEN」（編曲）
- 「HEARTBREAK DIARY」（編曲）
- 「SOMEBODY STOP ME」（編曲）
- 「SEVENTEEN DANCE 〜I'VE BEEN LOOKIN' 4 U」（編曲）
- 「NOW AND FOREVER」（編曲）

EXILE
- 「SUMMER TIME LOVE」（編曲）

エラバレシ
- 「HAKU-GIN」（編曲）

大植三奈江
- 「Orange」（編曲）
- 「HOT DOG」（編曲）
- 「口唇にあふれる天使よ」（編曲）
- 「愛を越えるまで」（編曲）
- 「太陽が照らす場所」（編曲）
- 「WILDFIRE」（編曲）
- 「まだ見ぬ空を待つ君へ」（編曲）

大東めぐみ
- 「長いお別れ」（編曲）

小川範子
- 「恋愛小説」（編曲）

奥菜恵
- 「夢のほとり」（編曲）

奥村初音
- 「くつずれ」（編曲）

柿島伸次
- 「CALL YOU... 君と僕の未来」（編曲）
- 「GROWING UP!!」（編曲）

加藤紀子
- 「いつの日か」（編曲）

川崎純情小町☆
- 「溝ノ口太陽族」（編曲）
- 「夢色音色」（編曲）

國府田マリ子
- 「どうしよう」（編曲）
- 「my best friend」（編曲）
- 「Happy!Happy!Happy!」（編曲）

ゴスペラーズ
- 「夕焼けシャッフル」（編曲）
- 「そして僕は恋をする」（作曲・編曲）

小林清美
- 「会いたくて」（編曲）
- 「土曜日は待ちぼうけ」（編曲）

Silent Siren
- 「恋い雪」（ストリングスアレンジ）

櫻井智
- 「Chase Your Dream!」（編曲）

佐藤聖子
- 「PAIN」（編曲）
- 「21」（編曲）
- 「思いはかならず届く」（編曲）
- 「友達よりあなたといたい」（編曲）
- 「恋が風になって」（編曲）
- 「HOTでゆこう」（編曲）
- 「ほおづえの夜」（編曲）
- 「夢で逢いましょ」（編曲）
- 「After Blue」（編曲）
- 「東京タワー」（編曲）

sunny-side up
- 「Birthday Song」（編曲）
- 「Happy Birthday」（編曲）

savage genius
- 「Take a chance.」（編曲・キーボード）
- 「永遠に降る粉雪」（編曲）
- 「プロメテウス」（編曲）

篠原涼子
- 「a place in the sun」（編曲）

下川みくに
- 「Never Stop」（編曲）
- 「愛の奇跡（ミラクル）」（編曲）
- 「39」（編曲）
- 「I WANNA BE FREE」（編曲）

ジャニーズ事務所関連
- ジャニーズWEST
  - 「人生は素晴らしい」（編曲）
  - 「僕ら今日も生きている」（編曲）

- 少年隊
  - 「EXCUSE」（編曲）
  - 「Danceいっぱつ」（編曲）
  - 「愛は強いはずなのに」（編曲）
  - 「だんぜん愛さ」（編曲）
  - 「君のいないクリスマス」（編曲）

- TOKIO
  - 「世界の屋根」（編曲）

- 光GENJI
  - 「君とすばやくSLOWLY」（大門一也と共編曲）
  - 「僕らのREASON」（作曲・編曲）
  - 「Bye-Bye」（編曲）
  - 「PARTY」（作曲）

- V6
  - V6
    - 「way of life -Orchestra Version-」（編曲）
    - 「GET ONLY YOU!」（編曲）

  - 20th Century
    - 「Glory」（編曲）

SUPER☆GiRLS
- 「Welcome to ♥ S☆G Show!!」（共作曲・編曲）（作曲はLitzと共作）
- 「THE ロッキュYOU★ 〜キミがくれた証〜」（編曲）
- 「虹色ダイヤ 〜スパガのテーマ〜」（編曲）
- 「NIJIIRO涙。。。」（編曲）
- 「NIJIIROスター☆」（編曲）

shela
- 「Rose」（編曲）
- 「I know "It's truth"」（編曲）
- 「into the light」（編曲）

鈴木愛理
- 「DAYLIGHT」（編曲）

SPEED
- 「Body & Soul」（編曲・キーボード・シンセサイザー）
- 「I Remember」（編曲・キーボード・シンセサイザー）
- 「STEADY」（編曲・キーボード・シンセサイザー）
- 「HAPPY TOGETHER」（編曲・キーボード・シンセサイザー）
- 「Go! Go! Heaven」（編曲・キーボード・シンセサイザー）
- 「「おやすみ……」」（編曲）
- 「Wake Me Up!」（編曲・キーボード・シンセサイザー）
- 「熱帯夜」（編曲・キーボード・シンセサイザー）
- 「White Love」（編曲・キーボード・シンセサイザー）
- 「ナマイキ」（編曲・キーボード・シンセサイザー）
- 「my graduation」（編曲・キーボード・シンセサイザー）
- 「Brand-New Weekend」（編曲・キーボード・シンセサイザー）
- 「ALIVE」（編曲・キーボード・シンセサイザー）
- 「Up To You!」（編曲）
- 「ALL MY TRUE LOVE」（編曲・キーボード・シンセサイザー）
- 「Precious Time」（編曲・キーボード・シンセサイザー）
- 「季節がいく時」（編曲）
- 「Breakin' out to the morning」（編曲・キーボード・シンセサイザー）
- 「アダムとイブ」（編曲）
- 「Long Way Home」（編曲・キーボード・シンセサイザー）
- 「泣いてもいいよ」（編曲）
- 「Confusion」（編曲・キーボード・シンセサイザー）
- 「One More Dream」（編曲）
- 「Be My Love」（編曲）
- 「Walk This Way」（編曲・キーボード・シンセサイザー）
- 「Luv Vibration」（編曲・キーボード・シンセサイザー）
- 「RAKUGAKI」（編曲・キーボード・シンセサイザー）
- 「サヨナラは雨の日....」（編曲・キーボード・シンセサイザー）
- 「Kiwi Love」（編曲・キーボード・シンセサイザー）
- 「Starting Over」（編曲・キーボード・シンセサイザー）
- 「RISE」（編曲・キーボード・シンセサイザー）
- 「Sophisticated Girl」（編曲・キーボード・シンセサイザー）
- 「Another Sweet Field」（編曲・キーボード・シンセサイザー）
- 「ラブリー♥フレンドシップ」（編曲・キーボード・シンセサイザー）
- 「Reset 99 to 00」（編曲・キーボード・シンセサイザー）
- 「Too Young」（編曲・キーボード・シンセサイザー）
- 「I'll be all right」（編曲・キーボード・シンセサイザー）
- 「Street Life」（編曲・キーボード・シンセサイザー）
- 「Carry On my way」（編曲・キーボード・シンセサイザー）
- 「蒼いリグレット」（編曲・キーボード・シンセサイザー）
- 「Deep Blue & Truth」（編曲・キーボード・シンセサイザー）
- 「Luv Blanket」（編曲・キーボード・シンセサイザー）
- 「Snow Kiss」（編曲・キーボード・シンセサイザー）
- 「You are the moonlight」（編曲・キーボード・シンセサイザー）
- 「Lookin' for Love」（編曲・キーボード・シンセサイザー）
- 「Two of us」（編曲・キーボード・シンセサイザー）
- 「Eternity」（編曲・キーボード・シンセサイザー）
- 「Don't be afraid」（編曲）
- 「華」（編曲）
- 「コケティッシュDreamin’」（編曲）
- 「My Lonely Habit」（編曲）
- 「Back to the Street -リトルワールドへの想い-」（編曲）
- 「Secret Eyes」（編曲）
- 「April 〜Theme of “Dear Friends”」（編曲）

瀬能あづさ
- 「きれいな棘」（編曲）
- 「今日、決めたコト」（編曲）
- 「凍えるSympathy」（編曲）
- 「キスをして、恋をして」（編曲）

ZONE
- 「オレンジの夕日」（作曲）

高橋秀幸
- 「Go ahead!」（編曲）

Tama
- 「果てのない夢」（編曲・サウンドプロデュース）
- 「Dear every day」（編曲・サウンドプロデュース）
- 「Rainy Baby」（作曲・編曲・サウンドプロデュース）
- 「無限大の空」（編曲・サウンドプロデュース）
- 「暗闇モンスター」（編曲・サウンドプロデュース）
- 「Yesterdays & Tomorrows」（編曲・サウンドプロデュース）
- 「オパール」（作曲・編曲・サウンドプロデュース）

丹下桜
- 「CATCH UP DREAM」（編曲）
- 「Stand by Me」（編曲）
- 「Brand-new everyday」（編曲）
- 「Journey Into Myself」（編曲）

CHINO
- 「IGNITION-イグニッション!」（編曲）

月島きらり starring 久住小春 (モーニング娘。)
- 「I miss you」（編曲・ギター）

つりビット
- 「妄想フィッシング学園」（編曲）
- 「Get ready Get a chance」（編曲）

TRF
- 「CLOSURE」（編曲・キーボード）

deeps
- 「Love is Real」（編曲）
- 「ハピネス」（編曲）
- 「LOVING YOU」（編曲）
- 「Jealousy」（編曲）
- 「Maybe Love」（編曲）
- 「Brand-New Heaven」（伊秩弘将と共作詞・共作曲）
- 「パ★ラ★ダ★イ★ス★」（編曲）
- 「Sunshine Love」（編曲）
- 「真夏のDistance」（編曲）
- 「Memories」（編曲）
- 「リゾート」（編曲）
- 「プレミア」（編曲）
- 「ヴァージンラヴ」（編曲）
- 「Good Night, My Broken Heart」（編曲）

AAA
- 「Love Candle」（編曲・キーボード）
- 「ZAPPER」（編曲・キーボード）
- 「最後のコトバ」（編曲・キーボード）

Dream5
- 「Wake Me Up!」（編曲）

長沢ゆりか
- 「Moon」（編曲）

西田ひかる
- 「ダンダン娘」（編曲）

西脇唯
- 「君がいるから・・」（編曲）
- 「忘れないで」（編曲）

根岸さとり
- 「STARGAZER〜星の扉」（作曲・編曲）

野中藍
- 「あ・り・え・な・い」（AKIRASTARと共編曲）
- 「NO DREAM×NO LIFE」（編曲）

畠田理恵
- 「意味深DRIVE★」（編曲）

八反安未果
- 「Miss You 〜忘れないで〜」（編曲）
- 「Your Love」（編曲）
- 「SHOOTING STAR」（編曲）
- 「アールグレイ」（編曲）
- 「星のイリュージョン」（編曲）
- 「Autumn Breeze」（編曲）
- 「mine」（編曲）
- 「Holiday in the Park」（編曲）
- 「Another World」（編曲）
- 「EVEの結末」（編曲）
- 「Darlin,Good Morning」（編曲）
- 「彼氏」（編曲）
- 「シーズンオフ」（編曲）

葉月里緒菜
- 「北回帰線」（作曲・編曲）

花島優子
- 「悲しみに一番近い場所」（編曲）
- 「人魚になる朝」（作曲・編曲）
- 「あなただけ change me」（編曲）
- 「天使の描いた風景画」（編曲）

東野純直
- 「Black stars」（編曲）

平松まゆき
- 「Dive,and Go」（編曲）

hiro
- 「AS TIME GOES BY」（編曲・キーボード・シンセサイザー）
- 「夏の背中」（編曲・キーボード・シンセサイザー）
- 「Delicious」（編曲・キーボード・シンセサイザー）
- 「Bright Daylight」（編曲）
- 「忘れられない日々」（編曲）
- 「希望の歌」（編曲）
- 「Can You Hear My Heart?」（編曲）
- 「INTRO 〜Going to the Future〜」（共作曲・編曲）（作曲は伊秩弘将と共作）
- 「Sweet Love」（編曲）
- 「Love Wing」（編曲）
- 「STEP BY STEP」（編曲）
- 「BRILLIANT」（編曲）
- 「You Make Me Cry」（編曲）
- 「Give it to Myself」（編曲）
- 「Brand-New Smile for Me」（編曲）
- 「見つめていたい」（編曲）
- 「Delicious」（編曲）
- 「Close My Eyes」（編曲）
- 「Day After Day」（編曲）
- 「Seaside Holiday & The Sun」（編曲）
- 「For a Long Night」（編曲）
- 「What's up!」（編曲）
- 「Send My Love for you」（編曲）

FYT
- 「徐々に素敵な冒険」（編曲）
- 「大切なお知らせ」（編曲）

pRythme
- 「kIzuna」（編曲）
- 「Get A LIFE」（編曲）
- 「とおまわり」（編曲）
- 「ユウキノアジ!」（編曲）
- 「恋ノ唄」（編曲）

Prits
- 「Private Emotion」（作曲・編曲）
- 「ダイスキ!!」（作曲・編曲）
- 「Love & Peace」（作曲・編曲）

BOYFRIEND
- 「Merry Christmas for U」（編曲）

松浦有希
- 「プラネタリウムにようこそ」（編曲）

観月ありさ
- 「Forever Love」（編曲）
- 「in my life」（編曲）

村井麻里子
- 「蒼い風」（編曲）

メロキュア
- 「ホーム & アウェイ」（編曲・キーボード）

森口博子
- 「あなたといた時間」（編曲）
- 「視線」（編曲）
- 「ありふれた痛み」（編曲）
- 「きっと会いたくなるでしょう」（編曲）
- 「スピーチに真実なし」（編曲）
- 「何処かで…」（編曲）

森野熊八
- 「鶏タンゴ鍋」（編曲）
- 「爆飯喰隊カニタマンの歌」（作曲・編曲）
- 「溝の口Forever」（編曲）
- 「恋のナポリタンロック」（編曲）

横山知枝
- 「-5mmのファースト・キス」（編曲）

La PomPon
- 「恋のB･G･M 〜イマハ、カタオモイ〜」（編曲）

ribbon
- 「Circus Parade」（編曲）
- 「Station Break」（編曲）
- 「ここからの関係」（編曲）
- 「ガラス上のBroken」（編曲）
- 「明日が待ってるから」（編曲）
- 「避暑地の風」（編曲）
- 「出逢えてよかった」（編曲）
- 「Bad Boyfriend」（編曲）
- 「Stay with me」（編曲）

Lumiere
- 「ダゼルモンスター」（編曲）
- 「Be-self confidence」（編曲）
- 「Back again」（作曲・編曲）
- 「春の涙」（編曲）
- 「Your Love」（編曲）
- 「All for one」（編曲）
- 「Touch my heart」（編曲）
- 「SEASONS」（編曲）
- 「春よ、来い」[注釈 1]（編曲）
- 「ネバゴナ」（編曲）
- 「precious story」（編曲）
- 「Take a truth」（編曲）
- 「We'll be decide」（編曲）
- 「MARK」（編曲）
- 「one's future」（編曲）
- 「君の瞳」（編曲）
- 「My Jewel」（編曲）

### アニメソング
奥さまは魔法少女
- 「jewelry」（作曲・編曲・キーボード）

ガンダムシリーズ
- 機動戦士ガンダムSEED
  - 「今 この瞬間がすべて」（作曲・編曲）

こいこい7
- 「Vegetable Juice」（作曲）
- 「残像」（作曲）

少年メイド
- 「ずっとOnly You」（編曲）

精霊使いの剣舞
- 「Dance In Dreams」（編曲）

テニスの王子様シリーズ
- 新テニスの王子様
  - 「ENJOY」（編曲）

プリキュアシリーズ
- ドキドキ!プリキュア
  - 「プリキュアTyphooooon!」（編曲）
  - 「Heart style」（編曲）
  - 「フォルテ 〜Jump up Girls!〜」（編曲）

幽☆遊☆白書
- 「流星のソリチュード」（作曲・編曲）
- 「ALL RIGHT!」（編曲）

円盤皇女ワるきゅーレ
- 「セーブ♥」（編曲）

爆丸アーマードアライアンス
- 「Higher and Higher」（編曲）
- 「DAN!GAN!ドリーマー」（編曲）

## その他
- トランスフォーマー
- 逮捕しちゃうぞ フルスロットル
- 美空ひばり追悼コンサート
- 早乙女太一新春公演「剣舞」
- 川崎フロンターレ応援ソング「Spirits of Frontale」（Yasutaka Mizushima名義）
- 集英社公認ライセンスショップ「ジャンプショップ」公式テーマソング「お宝じゃんジャンJUMP☆」（編曲） - 作詞・作曲・歌は漫画家の許斐剛

## 劇伴
ドラマ
- 不思議少女 加藤うらら
- L×I×V×E
- ママは女医さん
- 恋はあせらず

映画
- うに煎餅Presents 〜うに煎餅〜

## サウンドトラック
- ソウルトレイン
- いぬ会社
- アンドロメディア

## 舞台・イベント
- PRIDE2006 OpeningTheme
- PRIDE2008 OpeningTheme
- PRIDE2010 OpeningTheme
- 吉田秀彦 引退試合OpeningTheme
- ハッスルのテーマ
- 早乙女太一
- 美空ひばり追悼コンサート

## 映画音楽
- うに煎餅
- いぬ会社
- ソウルトレイン